# Sure canción
«Sure» es el sencillo n.º 14 de la banda Every Little Thing, lanzado al mercado el 16 de febrero del año 2000 bajo el sello avex trax.

## Detalles
Este sencillo fue el segundo lanzado el año 2000, y es también el último que cuenta con la participación de Mitsuru Igarashi como el tercer miembro de Every Little Thing, ya que poco después del lanzamiento del álbum eternity fue anunciada su partida del grupo para producir a otros artistas.
Versiones alternativas de las dos canciones presentes en el sencillo fueron incluidas en el álbum eternity.

## Canciones
1. «Sure»
2. «Switch»
3. «Sure» (Instrumental)
4. «Switch» (Instrumental)

- Datos: Q3266483